# Kostel Navštívení Panny Marie (Liptovský Hrádok)
Římskokatolický kostel Navštívení Panny Marie v Liptovském Hrádku byl postaven v roce 1790, což dokládá údaj vytesaný v horní části vstupního portálu.

## Historie
Je vystavěný v klasicistním slohu. Hrádečtí věřící před postavením kostela Navštívení Panny Marie chodili na bohoslužby do dřevěné kaple, která stávala v blízkosti Lipové aleje. Na existenci kaple v současnosti upozorňuje zachovaný kamenný kříž z roku 1807. Nedaleko od kříže se nachází podzemní krypta, do které byly v 18. století pohřbíváni lesní úředníci.
V roce 1795 dostal kostel nové varhany, protože staré byly zapůjčeny na výpomoc do Ružomberka (tehdejší Rosenberg), kde se tamní varhany stal obětí požáru. 28-skříňový nástroj byl osazen do kostela 7. července 1795. Dnes se z nich zachovala už jen zdobená skříň, protože původní varhany byly roku 1902 odstraněny firmou Rieger a doplněn o nové pneumatické varhany se 14 registry ( opus 896).
V kostelní věži se podle kanonické vizitace z 2. a 5. června roku 1825 nacházely původně až čtyři zvony: první byl z roku 1744 (ulil ho Jozef Zechentner), druhý byl z roku 1790 (ulil ho Jan Knobloch z Banské Bystrice) , třetí a čtvrtý ulil František Litman z Banské Bystrice v roce 1804. Dva další zvony (ulité v roce 1799; jeden z nich ulitý F. Litman) se nacházely v dřevěné kapli na nedalekém hřbitově. Během první světové války bylo pět zvonů zrekvírovaných. Zachoval se jen jeden zvon z roku 1804, který zhotovil banskobystrický zvonař František Litman. Ve věži se nachází i menší zvon z roku 1796, který byl původně umístěn ve věžičce na sousední budově první lesnické školy.
Kostel byl rekonstruován pouze jednou, v letech 1999–2001 panem farářem Štěpánem Pitákem.

## Farní kněží
- 1793–1801 Ján Mikulík
- 1802–1807 ján Sčechovič (Schehovits)
- 1807–1810 Narcis Bogáň (Bogan) a Hilar Kuhajda
- 1816–1836 Pavol Vitkaj (Vitkay; od roku 1810 správce fary)
- 1836–1854 Jakub Keiser
- 1854      Ján Kiszely
- 1854–1860 Ján Samuele
- 1860–1861 Ján Otto
- 1861–1871 Andrej Kuruc
- 1871–1872 František Kacinaj
- 1873–1879 Ján Vnemčák
- 1879–1889 Jozef Klimčák
- 1889–1898 Štefan Dörner
- 1898–1901 Ignác Omaisz
- 1901–1902 Ján Kropáč
- 1902–1921 Béla Teschler
- 1921–1922 Andrej Oravec
- 1922–1924 Jozef Arga
- 1924–1925 František Nádaškay
- 1925–1960 František Dula[4]

## Galerie

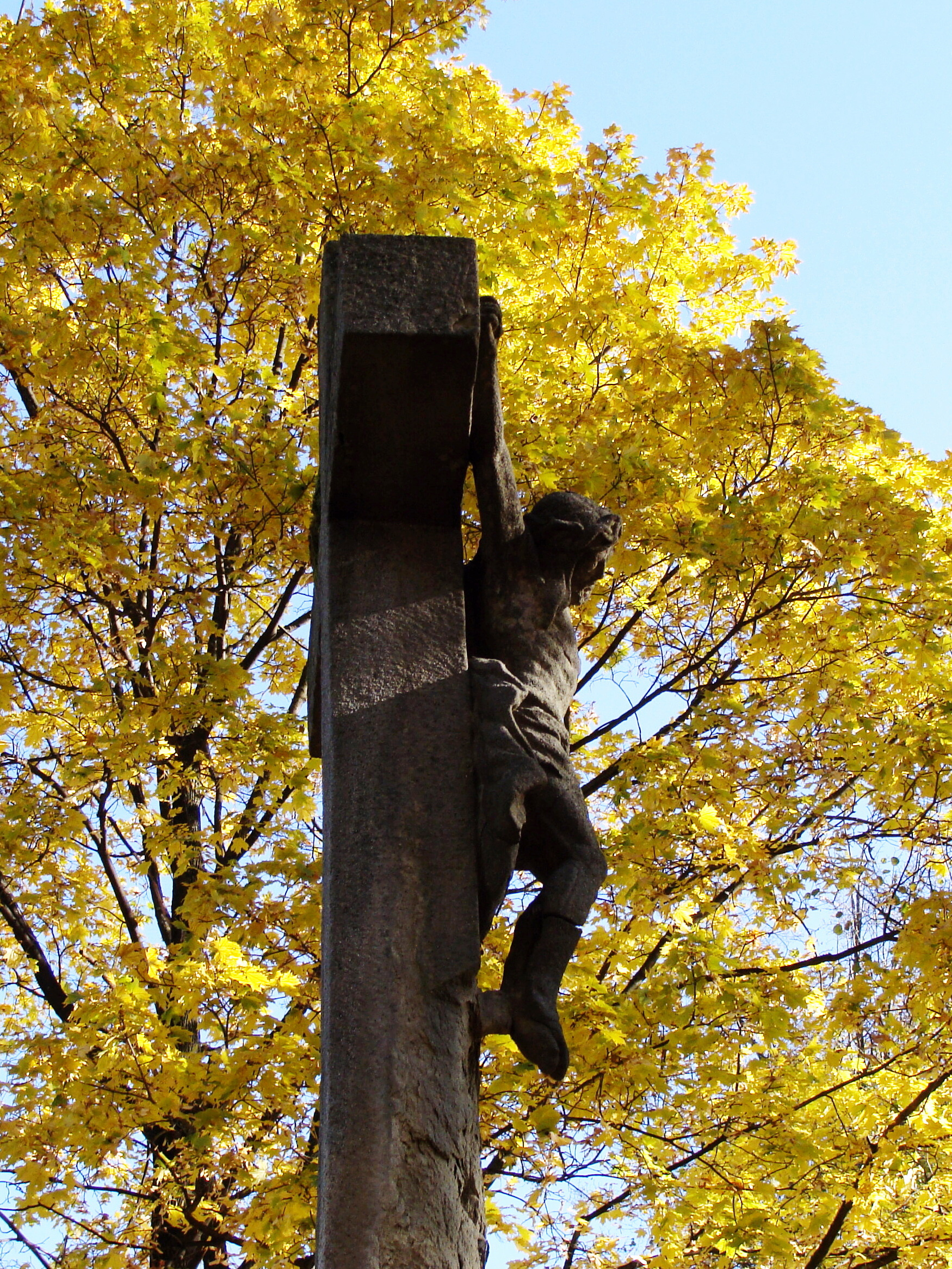
Kamenný kríž na místě bývalé dřevěné kaple v Liptovském Hrádku
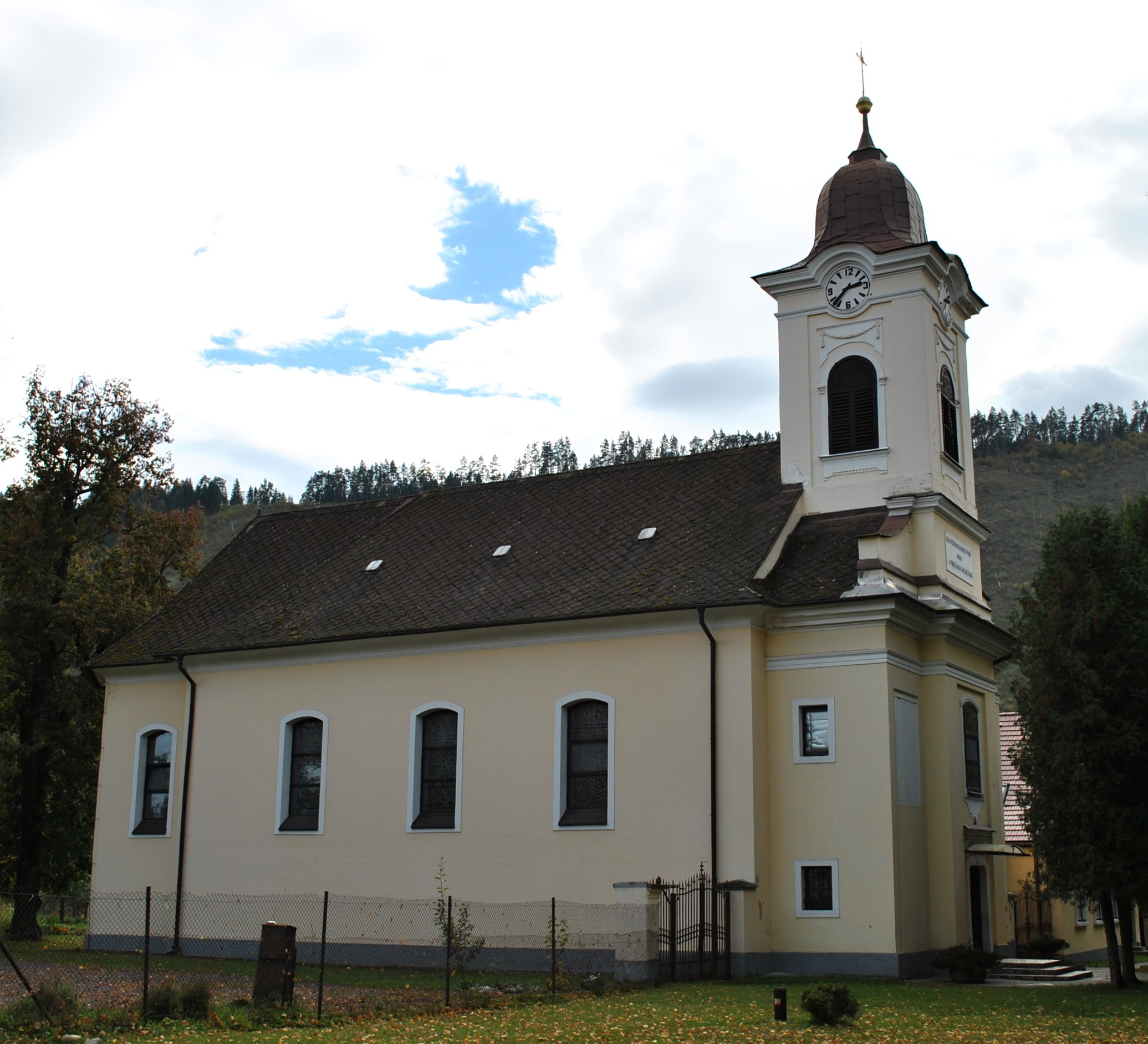
Pohled na kostel od severu
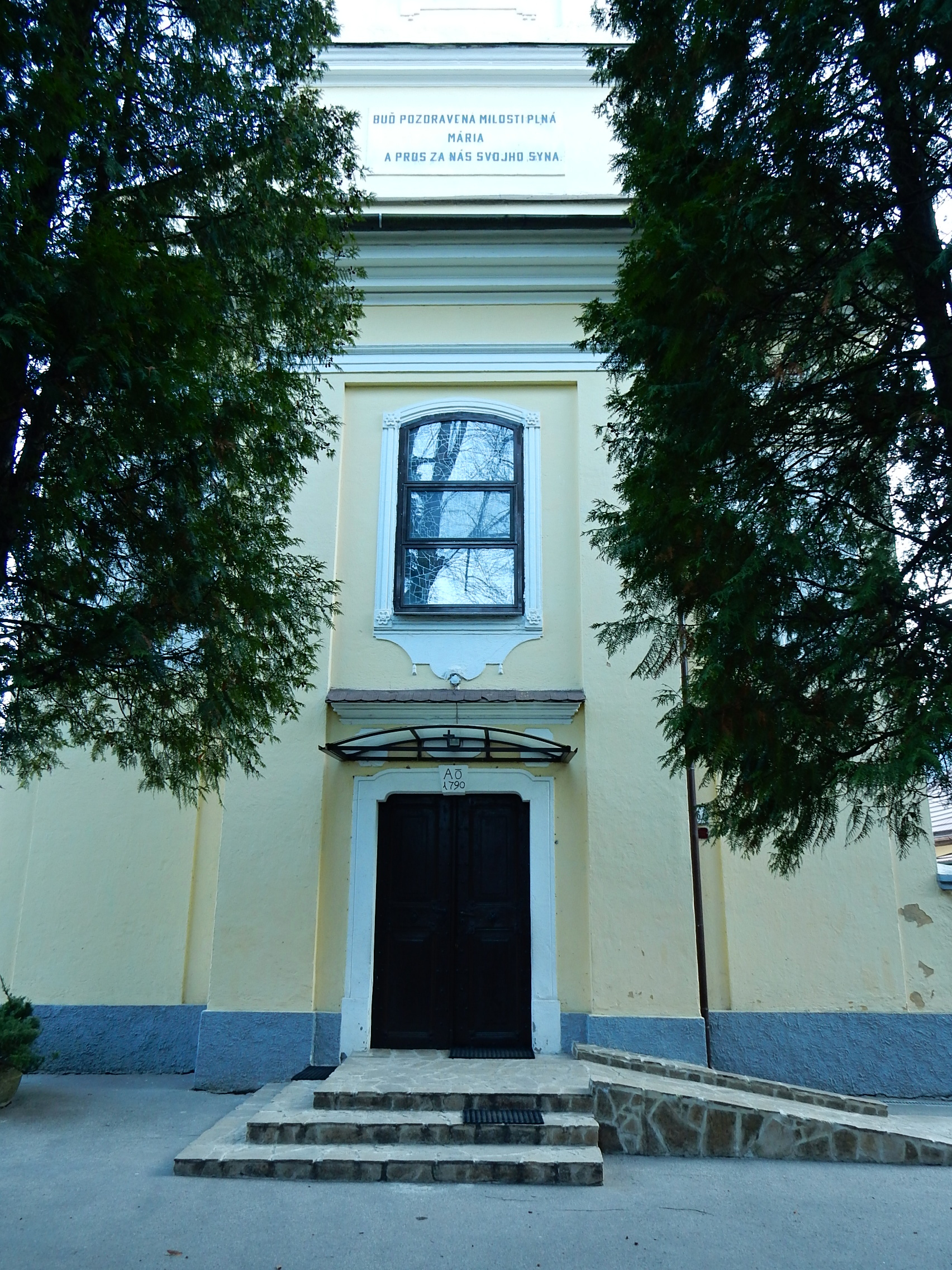
Portál kostela s datováním